# Wieża Xlendi
Wieża Xlendi (Xlendi Tower) – jedna z małych umocnionych kamiennych wież obserwacyjnych zbudowana za czasów wielkiego mistrza Kawalerów maltańskich Juana de Lascaris-Castellara w okresie pomiędzy latami 1637 - 1650 na wyspie Gozo. Każda z wież znajduje się w zasięgu wzroku z sąsiedniej i służyły jako wieże komunikacyjne pomiędzy Gozo i Wielkim Portem, oprócz funkcji obserwacyjno-ostrzegawczych przed piratami.
Wieża Xlendi, jest usytuowana na południowym brzegu Gozo. Usytuowana jest na przylądku Ras il-Bajjada nad zatoką Xlendi. Najbliższą miejscowością jest wioska Xlendi. Wieża została zbudowana w roku 1650. Ma podstawę około 10 m i wysokość około 12 m. Uzbrojona była najpierw w 6 funtowe, a następnie 4 funtowe działo sygnalizacyjne. W okresie II wojny światowej służyła jako punkt obserwacyjny.
Wieża jest administrowana przez Din l-Art Ħelwa National Trust of Malta w kooperacji z Munxar Local Council. Została wpisana na listę National Inventory of the Cultural Property of the Maltese Islands pod numerem 00036.
Jest najstarszą istniejącą do dziś wieżą obserwacyjną na Gozo.